# Moscato di Noto spumante
Il Moscato di Noto spumante è un vino a DOC  che può essere prodotto nei comuni di Noto, Rosolini, Pachino, Avola tutti in provincia di Siracusa.

## Vitigni con cui è consentito produrlo
- Moscato bianco 100%

## Caratteristiche organolettiche
- spuma: fine e persistente;
- limpidezza: brillante;
- colore: giallo paglierino o giallo dorato tenue, comunque non intenso o rossiccio;
- profumo: aroma caratteristico di Moscato;
- sapore: delicatamente dolce, aromatico di Moscato;
- residuo zuccherino di almeno 50,0 g/l
- pressione in bottiglia di almeno 4,00 atmosfere.

## Produzione
Provincia, stagione, volume in ettolitri